# 交流教育
交流教育（こうりゅうきょういく）は、特別支援教育のやり方、姿勢のあり方のひとつで、特別支援学校（盲・聾・養護学校）や特別支援学級の児童生徒と、小学校・中学校等の通常の学級の児童生徒が、学校教育の一環として活動を共にすること。

## 概要
特別支援学校、特別支援学級に在籍する児童生徒にとっては経験を広め、社会性を養い、好ましい人間関係を育てるのに重要な活動とされている。また通常学級に在籍する児童生徒にとっても相手を正しく理解すること、他人への思いやりの気持ちを育てることができ、学習指導要領においても推進することとされている。
さらに一歩進んで、障害児と健常児が一緒に学ぶことこそ本来ならば目指すべきものとして、障害児学級を廃し、養護学校・盲学校・聾学校などもすべて廃止して、すべての子どもを同じ学級に受け入れる統合教育をいう人たちも少なくない。北欧諸国やアメリカ合衆国などでは既に実施されている。アメリカ合衆国では、重度の心身障害の子どもたちのための一部の養護学校は残されている。
統合教育に対立する考え方として分離教育（隔離教育）がある。
インクルージョン教育は、統合教育と分離教育とを弁証法的に止揚した教育と言って良い。たとえば、東京都における副籍や埼玉県の支援籍などの新しい動きもあり、これまで以上に障害のある児童生徒と健常な児童生徒がともに学ぶ機会が増えようとしている。